# Rod Steiger

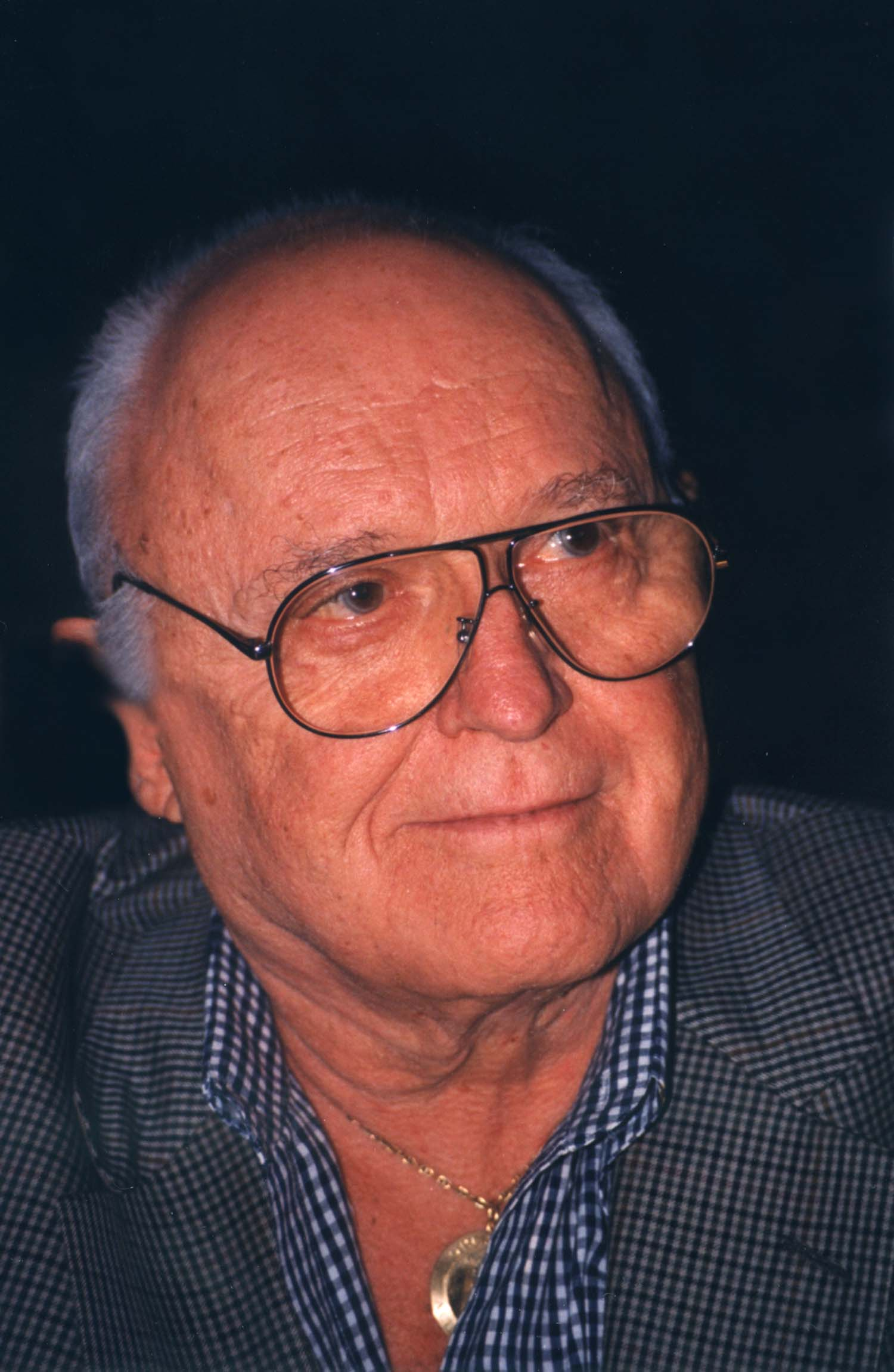
Rod Steiger 1995

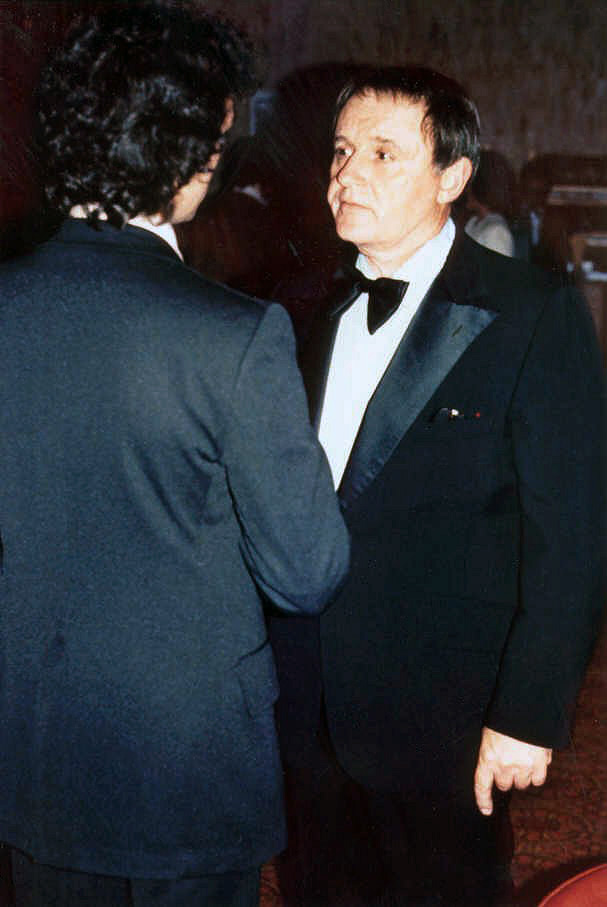
Rod Steiger bei der Premiere des Films F.I.S.T. – Ein Mann geht seinen Weg, 1978

Rodney Stephen Steiger (* 14. April 1925 in Westhampton, Suffolk County, Long Island, New York; † 9. Juli 2002 in Los Angeles, Kalifornien) war ein US-amerikanischer Schauspieler. Er gewann 1968 den Oscar als bester Hauptdarsteller für seinen Auftritt im Rassismusdrama In der Hitze der Nacht, weitere Filmklassiker mit ihm sind Die Faust im Nacken, Doktor Schiwago, Waterloo und Todesmelodie.

## Leben
Steiger wurde in Westhampton als Sohn von Lorraine (geb. Driver) und Frederick Jacob Steiger geboren. Im Zweiten Weltkrieg diente er in der United States Navy. Danach kehrte er nach New Jersey zurück und besuchte das The Actors Studio, das von Lee Strasberg und Elia Kazan geleitet wurde. Diese Schauspielschule lehrte das Method Acting, eine von  Strasberg entwickelte Methode, bei der es um ein Höchstmaß an Einfühlung in die darzustellende Rollenfigur geht, um eine größtmögliche Identifikation zu erreichen. Steiger wurde zu einem ausgeprägten Vertreter dieses Darstellungsstils.
Steiger trat seit seinem Debüt mit einer kleinen Rolle in Fred Zinnemanns Drama Teresa in mehr als hundert Filmen auf. Für Die Faust im Nacken und Der Pfandleiher war er jeweils für einen Oscar nominiert, für Der Pfandleiher erhielt er den Silbernen Bären auf der Berlinale 1964. 1965 spielte er eine der Hauptrollen in David Leans Doktor Schiwago, einem der größten Filmerfolge der 1960er Jahre.
1968 erhielt er den Oscar für seine Rolle als Sheriff Bill Gillespie neben Sidney Poitier in dem Film In der Hitze der Nacht. Für seine Rolle in diesem Film erhielt er weitere Auszeichnungen, u. a. einen Golden Globe, einen British Film Academy Award, einen Laurel Award und einen Preis des New York Film Critics Circle. Der Film markierte den Karrierehöhepunkt für  Steiger, der in seiner weiteren Rollenwahl eher glücklos war und ab den späten 1960er Jahren kaum noch große Filmerfolge verbuchen konnte.
Die Hauptrollen in den Filmen Patton und Der Pate, die zu großen Kassenhits wurden, lehnte er ab. In den 70er Jahren trat er häufig in europäischen Produktionen auf, in denen er historische Figuren darstellte. So spielte er 1970 in Sergei Bondartschuks Filmepos Waterloo Napoleon Bonaparte und übernahm 1974 die Titelrolle in Carlo Lizzanis Film Mussolini – Die letzten Tage. Den Duce spielte er ein zweites Mal 1981 in Omar Mukhtar – Löwe der Wüste. Die Rolle des römischen Prokurators Pontius Pilatus übernahm er in der Miniserie Jesus von Nazareth (1977).
1982 trat er in Hans W. Geißendörfers Verfilmung des Romans Der Zauberberg von Thomas Mann als Mynheer Peeperkorn auf. In seiner vorletzten Rolle, in Der Himmel von Hollywood nach dem Roman von Leon de Winter, spielte er 2001 unter der Regie von Sönke Wortmann.
In den 1960er Jahren (u. a. in In der Hitze der Nacht) wurde Steiger von Martin Hirthe synchronisiert, während der 1990er Jahre war Hans Teuscher (u. a. in Mars Attacks) seine Standardstimme.
Steiger war insgesamt fünf Mal verheiratet: Von 1959 bis 1969 mit der Schauspielerin Claire Bloom, ab 2000 bis zu seinem Tod 2002 mit der Schauspielerin Joan Benedict. Er starb im Los Angeles Hospital und wurde auf dem Forest-Lawn-Friedhof in Los Angeles beigesetzt.

## Filmografie (Auswahl)
- 1951: Teresa
- 1954: Die Faust im Nacken (On the Waterfront)
- 1955: Hollywood-Story (The Big Knife)
- 1955: Oklahoma!
- 1955: Verdammt zum Schweigen (The Court-Martial of Billy Mitchell)
- 1956: Der Mann ohne Furcht (Jubal) – Regie: Delmer Daves
- 1956: Schmutziger Lorbeer (The Harder They Fall)
- 1957: Hölle der tausend Martern (Run of the Arrow) – Regie: Samuel Fuller
- 1957: Die Brücke der Vergeltung (Across the Bridge)
- 1958: In brutalen Händen (Cry Terror!) – Regie: Andrew L. Stone
- 1959: Al Capone
- 1960: Sieben Diebe (Seven Thieves)
- 1961: An einem Freitag um halb zwölf…
- 1961: Gebrandmarkt (The Mark)
- 1962: Der längste Tag (The Longest Day)
- 1963: Die Hände über der Stadt (Le mani sulla città)
- 1965: Der Pfandleiher (The Pawnbroker)
- 1965: Es kam ein Mensch: Auf den Spuren von Johannes XXIII. (E venne un uomo) – Regie: Ermanno Olmi
- 1965: Tod in Hollywood (The Loved One)
- 1965: Doktor Schiwago (Doctor Zhivago)
- 1967: In der Hitze der Nacht (In the Heat of the Night)
- 1967: Das Mädchen und der General (La ragazza e il generale)
- 1968: Bizarre Morde (No Way to Treat a Lady)
- 1968: Der Sergeant (The Sergeant) – Regie: John Flynn
- 1969: Der Tätowierte (The Illustrated Man) – Regie: Jack Smight
- 1969: 2 durch 3 geht nicht (Three Into Two Won’t Go)
- 1970: Waterloo
- 1971: Todesmelodie (Giù la testa)
- 1973: Lolly Madonna XXX
- 1973: Lucky Luciano
- 1973: Die Helden von Afrika (Gli Eroi) – Regie: Duccio Tessari
- 1974: Mussolini – Die letzten Tage (Mussolini: Ultimo atto)
- 1975: Die Unschuldigen mit den schmutzigen Händen (Les innocents aux mains sales)
- 1975: Ein Mann namens Hennessy (Hennessy) – Regie: Don Sharp
- 1977: Jesus von Nazareth (Jesus of Nazareth)
- 1978: Amok-Jagd (Wolf Lake)
- 1978: F.I.S.T. – Ein Mann geht seinen Weg (F.I.S.T.)
- 1979: Ein Mann räumt auf (Love and Bullets)
- 1979: Steiner – Das Eiserne Kreuz, 2. Teil
- 1979: Amityville Horror (The Amityville Horror)
- 1980: Klondike Fever
- 1980: Omar Mukhtar – Löwe der Wüste (Lion of the Desert)
- 1981: Die Erwählten (The Chosen)
- 1981: Zwei Mädchen und die Doolin-Bande (Cattle Annie and Little Britches) – Regie: Lamont Johnson
- 1982: Der Zauberberg
- 1983: Mission Nordpol (Cook & Peary: The Race to the Pole) – Regie: Robert Day
- 1984: Das nackte Gesicht (The Naked Face)
- 1984: Handlanger des Todes (The Glory Boys) – Regie: Michael Ferguson (TV)
- 1987: Anthony (The Kindred) – Regie: Stephen Carpenter, Jeffrey Obrow
- 1988: Dark Paradise (American Gothic) – Regie: John Hough
- 1988: Desperado – Ritt in die Hölle (Desperado: Avalanche at Devil’s Ridge) – Regie: Richard Compton (TV)
- 1989: Im Zeichen der Jungfrau (The January Man)
- 1989: Tennessee Nights
- 1989: Mord im Paradies (Passion and Paradise) – Regie: Harvey Hart (TV)
- 1989: Trau keinem Schurken (Try This One for Size) – Regie: Guy Hamilton
- 1991: Mann mit Ehre – Du achtest nur, was du fürchtest (Men of Respect)
- 1991: Die Ballade vom traurigen Café (The Ballad of the Sad Cafe)
- 1991: Mord in der Dämmerung (In the Line of Duty: Manhunt in the Dakotas) – Regie: Dick Lowry (TV)
- 1993: Stadtgeschichten (Fernsehserie, zwei Folgen)
- 1994: Der Spezialist (The Specialist)
- 1994: Der unsichtbare Tod (The Last Tattoo) – Regie: John Reid
- 1995: Countdown des Schreckens (OP Center) – Regie: Lewis Teague (TV)
- 1995: Blutiger Befehl (In Pursuit of Honor) – Regie: Ken Olin (TV)
- 1995: Aliens, Akkordeons und jede Menge Ärger (Out There) (TV)
- 1995: Columbo: Seltsame Bettgenossen (Strange Bedfellows) (TV)
- 1995: The Bomber Boys (Captain Nuke and the Bomber Boys) – Regie: Charles Gale
- 1996: Mars Attacks!
- 1996: Carpool – Mit dem Gangster auf der Flucht – Regie: Arthur Hiller
- 1996: Little Surprises (Kurzfilm)
- 1997: Boxer Kid (The Kid) – Regie: John Hamilton
- 1997: Ort der Wahrheit (Truth or Consequences, N.M.) – Regie: Kiefer Sutherland
- 1997: Der Einzig wahre Coup (Livers Ain’t Cheap) – Regie: James Merendino
- 1997: Incognito – Regie: John Badham
- 1998: Körper und Geist (Body and Soul)
- 1998: Revenant – Sie kommen in der Nacht (Modern Vampires) – Regie: Richard Elfman
- 1999: Louisiana Nights – Eine tödliche Intrige (Cypress Edge)
- 1999: Verrückt in Alabama (Crazy in Alabama) – Regie: Antonio Banderas
- 1999: Hurricane (The Hurricane)
- 1999: End of Days – Nacht ohne Morgen (End of Days)
- 2000: Letzte Ausfahrt Hollywood (The Last Producer)
- 2001: Der Himmel von Hollywood (The Hollywood Sign) – Regie: Sönke Wortmann
- 2002: Poolhall Junkies – Regie: Mars Callahan

## Auszeichnungen
- 1955: Oscar-Nominierung als bester Nebendarsteller für Die Faust im Nacken
- 1960: Laurel-Award-Nominierung als bester Hauptdarsteller (5. Platz) für Al Capone
- 1966: British Film Academy Award als bester Hauptdarsteller für Der Pfandleiher
- 1966: Laurel Award als bester Hauptdarsteller (3. Platz) für Der Pfandleiher
- 1966: New York Film Critics Circle Award als bester Hauptdarsteller (2. Platz) für Der Pfandleiher
- 1966: Oscar-Nominierung als bester Hauptdarsteller für Der Pfandleiher
- 1968: Oscar als bester Hauptdarsteller für In der Hitze der Nacht
- 1968: Golden Globe als bester Hauptdarsteller für In der Hitze der Nacht
- 1968: British Film Academy Award als bester Hauptdarsteller für In der Hitze der Nacht
- 1968: Laurel Award als bester Hauptdarsteller für In der Hitze der Nacht
- 1968: New York Film Critics Circle Award als bester Hauptdarsteller für In der Hitze der Nacht
- 1968: National Society of Film Critics Award als bester Hauptdarsteller für In der Hitze der Nacht
- 1968: Kansas City Film Critics Circle Award als bester Hauptdarsteller für In der Hitze der Nacht
- 1980: Genie-Award-Nominierung als bester ausländischer Darsteller für Klondike Fever
- 1980: Genie-Award-Nominierung als bester ausländischer Darsteller für The Lucky Star
- 1995: Goldene-Himbeere-Nominierung als schlechtester Nebendarsteller für The Specialist